# القبعة العلوية (فلم)
القبعة العلوية (بالإنجليزية: Top Hat) هو فيلم كوميدي تم إنتاجه في الولايات المتحدة وصدر في سنة 1935.

## طاقم التمثيل
- فريد أستير
- جنجر روجرز

## الميزانية والإيرادات
بلغت تكلفة إنتاج الفيلم حوالي 609,000 دولار بينما حقق أرباحا تقدر بـ 3,202,000 دولار.

### ترشيحات وجوائز
| السنة | الحدث  | الفئة     | النتيجة |
| ----- | ------ | --------- | ------- |
|       | أوسكار | أفضل فيلم | ترشـيـح |

## وصلات خارجية
- القبعة العلوية على موقع IMDb (الإنجليزية)
- القبعة العلوية على موقع ميتاكريتيك (الإنجليزية)
- القبعة العلوية على موقع الموسوعة البريطانية (الإنجليزية)
- القبعة العلوية على موقع روتن توميتوز (الإنجليزية)
- القبعة العلوية على موقع نتفليكس (الإنجليزية)
- القبعة العلوية على موقع ألو سيني (الفرنسية)
- القبعة العلوية على موقع Turner Classic Movies (الإنجليزية)
- القبعة العلوية على موقع أول موفي (الإنجليزية)
- القبعة العلوية على موقع بوكس أوفيس موجو (الإنجليزية)
- القبعة العلوية على موقع فيلمافينيتي (الإسبانية)